# Выскодня
Выскодня — деревня в Удомельском городском округе Тверской области.

## География
Деревня находится в северной части Тверской области на расстоянии приблизительно 12 км на юг по прямой от железнодорожного вокзала города Удомля в 3 км на юго-запад от южной оконечности озера Кубыча.

## История
Известна была с 1545 года. В 1859 году владение помещика Иванова. В советское время работали колхозы им. 13-й годовщины РККА, «Путь к коммунизму». Дворов (хозяйств) было 14 (1859 год), 21 (1886), 22 (1911), 15 (1958), 71 (1986), 71 (2000). В 1958 году в состав деревни вошла деревня Чуткова, в которой тогда оставалось 9 дворов и 18 жителей. С 2005 по 2014 год входила в состав Таракинского сельского поселения, с 2014 по 2015 год в составе Удомельского сельского поселения до упразднения последнего. С 2015 года в составе Удомельского городского округа.

## Население
Численность населения: 63 человека (1859 год), 127 (1886), 135 (1911), 49(1958), 189 (1986), 187 (русские 90 %) в 2002 году, 159 в 2010.